# Berten Fermont
Robert Teofiel 'Berten' Fermont  (Borgerhout, 30 januari 1911 - Borgerhout, 22 oktober 1933) was een Vlaams-Nationale dienstweigeraar.

## Dienstweigering
Als Vlaams-Nationalist weigerde hij in augustus 1931 dienst te nemen in het Belgische leger "zolang wij Vlamingen niet alle recht krijgen waarop een volk aanspraak kan maken". In een brief aan de toenmalige minister van landsverdediging verklaarde hij dienst te weigeren "omdat de Belgische staat de Vlaamse volksgemeenschap haar rechten onthoudt". Fermont werd gearresteerd en opgesloten in de gevangenis aan de Begijnenstraat in Antwerpen. In september 1931 werd hij door de Antwerpse krijgsraad veroordeeld tot vier maanden hechtenis. Op eerste kerstdag 1931 kwam Fermont vrij. Hij weigerde opnieuw dienst en werd op 4 januari 1932 opnieuw gearresteerd en opgesloten in de gevangenis van Sint Gillis. De Brusselse krijgsraad veroordeelde hem ditmaal tot een gevangenisstraf van twee jaar, een straf die op 20 april 1932 bevestigd werd door het krijgshof. 

## Ziekte en overlijden
In de zomer van 1933 liep Fermont in de gevangenis TBC op. Na een kort verblijf in het militair hospitaal, kreeg zijn vriend Nestor Gerard toestemming om hem naar huis te brengen, waar hij overleed aan de gevolgen van zijn ziekte.

## Grafmonument
Fermont werd begraven op de begraafplaats Schoonselhof, waar in oktober 1934 op initiatief van Nestor Gerard een grafmonument voor hem werd opgericht van de hand van Albert Poels.

## Trivia
- In Borgerhout werd op 2 september 1992 het Berten Fermontplein naar hem genoemd.[4]
- Op 20 april 1994 diende Karim Van Overmeire in de Kamer een amendement in tot wijziging van de grondwet, dat onder meer geïnspireerd was op het levensoffer van Fermont. Hij stelde onder meer voor om het recht op dienstweigering op grond van Vlaams-Nationale motieven in de grondwet in te schrijven.[5] Gezien de dienstplicht in België in 1994 werd opgeschort, kwam het amendement nooit in de grondwet terecht.